# Hsekiu
Hsekiu o Seka fou un faraó predinàstic de l'antic Egipte que regnà en el Baix Egipte. Se'l menciona a les inscripcions de la Pedra de Palerm com a tercer governant del Baix Egipte. No hi ha cap evidència arqueològica sobre el seu regnat, per això alguns arqueòlegs creuen que és un personatge llegendari.